# Benquerencia de la Serena
Benquerencia de la Serena è un comune spagnolo di 985 abitanti situato nella comunità autonoma dell'Estremadura.